# Driving to Glory
Albums de Status Quo
Quo'ing In – The Best of the Noughties
(2022)
Driving to Glory est un album ou un EP du groupe de rock anglais, Status Quo. Il est sorti le 29 novembre 2024 sur le label Cherry Red et est produit par Mike Paxman.

## Présentation
Cette compilation est sortie sous forme de CD comprenant 14 titres ou sous forme d'EP vinyl de 7 titres. Les titres sont remasterisés et la compilation a été supervisée par le producteur originel des enregistrements, Mike Paxman, qui a également écrit les notes de pochette.

## Liste des titres

### Album Version
| No  | Titre                                            | Auteur                             | Durée |
| --- | ------------------------------------------------ | ---------------------------------- | ----- |
| 1.  | Driving to Glory                                 | Rick Parfitt, John "Rhino" Edwards | 3:44  |
| 2.  | Analyse Time                                     | Francis Rossi, Andy Bown           | 3:37  |
| 3.  | Fighting with the Pack                           | Rossi, Parfitt, Bernie Frost       | 4:34  |
| 4.  | Obstruction Day                                  | Parfitt, Edwards                   | 3:48  |
| 5.  | Famous In The Last Century (Full Length Version) | Bown                               | 2:19  |
| 6.  | You Let Me Down                                  | Rossi, Bob Young                   | 5:04  |
| 7.  | Money Don't Matter                               | Rossi, Young                       | 3:47  |
| 8.  | The Madness                                      | Parfitt, Edwards                   | 7:31  |
| 9.  | Don't Bring Me Down                              | Jeff Lynne                         | 3:57  |
| 10. | You'll Come Around                               | Rossi, Young                       | 3:21  |
| 11. | Thinking of You                                  | Rossi, Young                       | 3:54  |
| 12. | Lucinda                                          | Parfitt, Edwards                   | 3:17  |
| 13. | Whatever You Want '98                            | Parfitt, Bown                      | 4:20  |
| 14. | Don't Waste My Time '98                          | Rossi, Young                       | 4:07  |

## Musiciens
- Francis Rossi: chant, guitare
- Rick Parfitt: chant, guitare
- Andy Bown: claviers, chœurs
- John Edwards: basse, chœurs
- Jeff Rich: batterie (titres 1, 2, 3, 4, 5, 13 & 14)
- Matt Letley: batterie (titres 5, 6, 7, 8, 9, 10, 11, 12)

## Charts
| Pays                                   | Durée du classement | Meilleur classement | Date            |
| -------------------------------------- | ------------------- | ------------------- | --------------- |
| Écosse (Scottish Album Chart)          | 1 semaine           | 50e                 | 6 décembre 2024 |
| Royaume-Uni (Independent Albums Chart) | 1 semaine           | 12e                 | 6 décembre 2024 |
| Suisse (Schweizer Hitparade)           | 1 semaine           | 12e                 | 8 décembre 2024 |